# Milan Dudić
Milan Dudić (en serbe en écriture cyrillique : Милан Дудић), né le 1er novembre 1979 à Kraljevo en (Yougoslavie aujourd'hui en Serbie), est un footballeur serbe, international yougoslave qui évoluait au poste de défenseur central.

## Carrière

### En club
- 1995-1996 :  Magnohrom Kraljevo
- 1996-1997 :  Bane Raška
- 1997-1998 :  FK Sloga Kraljevo
- 1998 :  Komgrap Belgrade
- 1998-2001 :  FK Čukarički
- 2001-2006 :  Étoile rouge de Belgrade
- 2006-2011 :  Red Bull Salzbourg
- 2011-2014 :  Sturm Graz

### En équipe nationale
Il obtient sa première cape en juillet 2001 contre l'équipe du Paraguay lors de la Kirin Cup.
Dudić participe à la coupe du monde 2006 avec l'équipe de Serbie-et-Monténégro.

## Palmarès
Étoile rouge de Belgrade
- Champion de Serbie-et-Monténégro en 2004 et 2006.
- Vainqueur de la Coupe de Serbie-et-Monténégro en 2004 et 2006.

 Red Bull Salzbourg
- Champion d'Autriche en 2007, 2009 et 2010.